# Райналд (Урзлинген )
Райналд фон Урзлинген  (на немски: Rainald von Urslingen; на италиански: Rainaldo (Rinaldo) di Urslingen; * вер. 1185; † 3 декември 1253) от швабския знатен род Урслинген/Урзлинген, е херцог на Сполето (1218/1223 – 1230), императорски легат в Италия.

## Биография
Той е син на Конрад фон Урзлинген († 1202), херцог на Сполето (1183 – 1190 и 1195 – 1198), граф на Асизи (1177), викар в Кралство Сицилия (1195). Брат е на Хайнрих († 1217), херцог на Сполето (1205), Конрад II († 1251), херцог на Сполето (1205), и Бертхолд I фон Урзлинген († 1251), императорски викар (1226).
През 1218 г. Райналд фон Урзлинген става императорски легат в Тоскана. Той иска своите права за наследството на баща му и император Фридрих II го поддържа. Императорът назначава Райналд за императорски легат в Италия, докато е на кръстоносен поход в Светите земи. През 1299 г. Фридрих II се връща от Палестина и през 1230 г. връща на папата херцогството Сполето. След това Райналд е изгонен от Италия през 1233 г.
Райналд фон Урзлинген не се жени и умира бездетен на 3 декември 1253 г.